# 小早川秀秋
小早川 秀秋（こばやかわ ひであき）は、安土桃山時代の武将、大名。丹波国亀山城城主、筑前国名島城城主を経て備前国岡山城城主。
豊臣秀吉の正室・高台院の甥。小早川隆景の養子となった。関ヶ原の戦いで東軍に寝返り、東軍勝利の契機をつくった。戦後、秀詮（ひであき）と改名した。

## 生涯

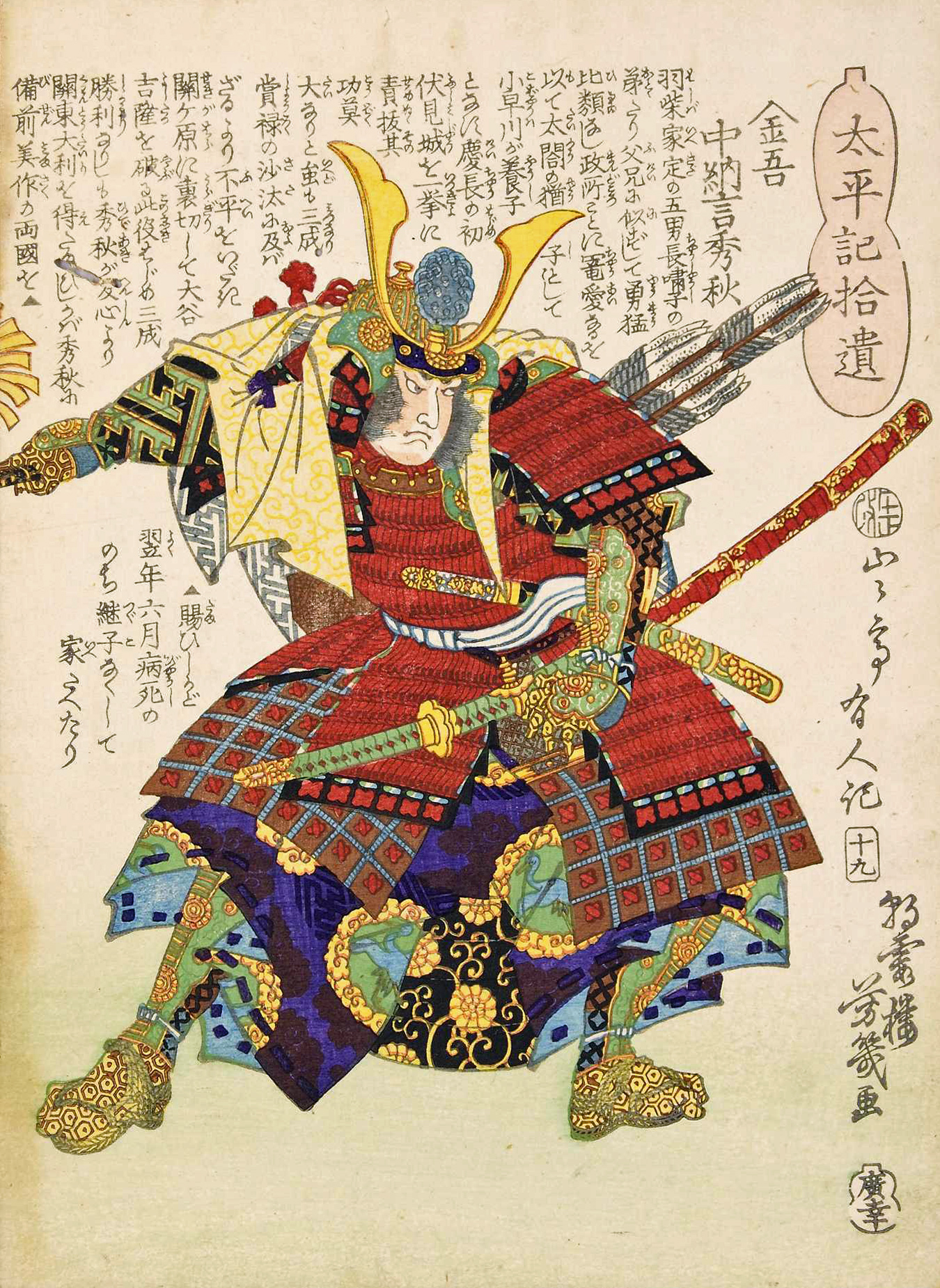
小早川秀秋の浮世絵

### 豊臣家の公達
天正10年（1582年）、木下家定（高台院の兄）の五男として生まれる。母は杉原家次の娘。『藩翰譜』などは幼名を辰之助とするが、同時代史料では確認できない。黒田基樹は、天正13年（1585年）のものと推定される羽柴秀吉書状において、当時4歳の秀秋が「きん五」（金五、金吾）と書かれていることから、これを幼名としている。この「金吾」は元服した後もそのまま仮名として用いられた。
天正12年（1584年）、叔父である羽柴秀吉の猶子となる。同13年（1585年）、秀吉の養子になり、幼少より高台院に育てられた。元服して木下秀俊、のちに羽柴秀俊（豊臣秀俊）と名乗った。
天正16年（1588年）4月、後陽成天皇の聚楽第行幸では内大臣・織田信雄以下6大名が連署した起請文の宛所が金吾殿（秀俊）とされた。またこの際、秀吉の代理で天皇への誓いを受け取っている。
天正17年（1589年）、秀吉の後継者候補として7歳で元服し、豊臣秀勝の領地であった丹波国亀山城10万石を与えられた。
天正19年（1591年）、豊臣姓が確認され、文禄元年（1592年）には従三位権中納言兼左衛門督に叙任し、「丹波中納言」と呼ばれた。
諸大名からは関白・豊臣秀次に次ぐ、豊臣家の継承権保持者ともみられていた。

### 丹波羽柴領の改易・筑前小早川家の養子相続
文禄2年（1593年）、秀吉に実子・豊臣秀頼が生まれたことにより、秀吉幕下の黒田孝高から小早川隆景に「秀俊を毛利輝元の養子に貰い受けてはどうか」との話が持ちかけられる。これを聞いた隆景は、弟・穂井田元清の嫡男である毛利秀元を毛利家の跡継ぎとして秀吉に紹介した上で、秀俊を自身の小早川家の養子に貰い受けたいと申し出て認められる。
文禄3年（1594年）、秀吉の命により秀俊は隆景と養子縁組させられた。また、養子縁組を契機に隆景の官位は中納言にまで上昇し、結果小早川家の家格も上昇することになる。
文禄4年（1595年）、秀俊は秀次事件に連座して羽柴家の一門として領していた丹波亀山領10万石を改易された。
しかし、同年のうちに隆景が主な家臣を連れて備後国三原へ隠居した。秀俊は小早川領30万7千石を相続する形で九州に下り筑前国（名島城）国主となった。小早川氏の家督相続にあたって付家老の山口宗永が隆景直臣の鵜飼元辰らから引き継ぎを受け、検地を実施して領内石高が定められた。筑前東部の5万石については隆景の隠居領であり隆景の家臣が残っていたが、慶長2年（1597年）6月の隆景没後に、小早川家でも外様衆の村上氏・日野氏・草刈氏・清水氏が秀俊に仕官した。

### 慶長の役
慶長2年（1597年）2月21日、秀吉より発せられた軍令により秀俊の朝鮮半島への渡海が決定し、釜山浦にて、前線からの注進を取り次ぐ任が与えられた。
同年6月12日、小早川隆景が没した。この日以降、朝鮮在陣中に名乗りを秀俊から秀秋へ改名している。
同年12月23日から翌慶長3年（1598年）1月4日にかけて行われた蔚山城の戦いに参加したとする史料もあるが、これは寛文12年（1672年）成立の『朝鮮物語』を典拠としており、「黒田家文書」をはじめこの戦いに関する一次史料群に秀秋の参加を裏付けるものは確認されない。
秀秋は慶長2年（1597年）12月以前より再三秀吉からの帰国要請を受けており、慶長3年（1598年）1月29日ようやく帰国の途についた。秀秋帰国後も小早川勢は500人ほどの残留部隊が寺沢広高の指揮下で釜山の守備に就いたが、広高らも5月中には帰国している。4月20日には山口宗永が約700人規模の4部隊を日野景幸・清水景治・仁保民部少輔（仁保広慰か）・村上景親ら指揮のもと順次交替で西生浦に駐屯させ、指示に従わない者が出た場合は毛利吉成と相談のうえで成敗しても構わないとする命令を出している。

### 越前転封と筑前復帰
帰国した秀秋には、秀吉より越前国への減封転封命令が下った。これにより筑前国の旧小早川領は太閤蔵入地となり、はじめ石田三成が単独で、のちに浅野長政も代官になっている。この国内召還と転封は蔚山城の戦いにおける秀秋の軽率な行動が原因とされることが多いが、前項で述べた通り、秀秋の帰国日程は蔚山城の戦い以前にすでに決定されており、また蔚山城の戦いへの秀秋の参加を裏付ける史料も存在しないため、実際には無関係であると考えられる。
この転封の際の大幅な減封により、秀秋家中は多くの家臣を解雇することとなり、長く付家老として秀秋を補佐してきた宗永もこの時、秀吉直臣の加賀大聖寺城主となって秀秋の元を離れている。隆景以来の旧小早川家家臣の高尾又兵衛や神保源右衛門らは、代官として派遣されてきた三成の家臣として吸収された。秀秋からの筑前没収は、朝鮮出兵の長期化の中での日本国内の兵站補給拠点である博多を含めた筑前の直轄支配の一環とも考えられる。
慶長3年（1598年）8月18日、秀吉が死去すると、その秀吉の遺命をもとに、慶長4年（1599年）2月5日付で徳川家康ら五大老連署の知行宛行状が発行され、秀秋は筑前・筑後に復領、所領高も59万石と大幅に増加した。秀秋の旧領には秀吉の親戚筋である青木重吉が入封しており、重篤になった秀吉が死後の秀頼体制を支えるために一門と言える両名の取り立てを行ったと考えられている。この時に博多の町衆の意向を受けて、秀秋は山口宗永によって否定されていた博多への「守護不入」復活を約束している。

### 関ヶ原の戦い

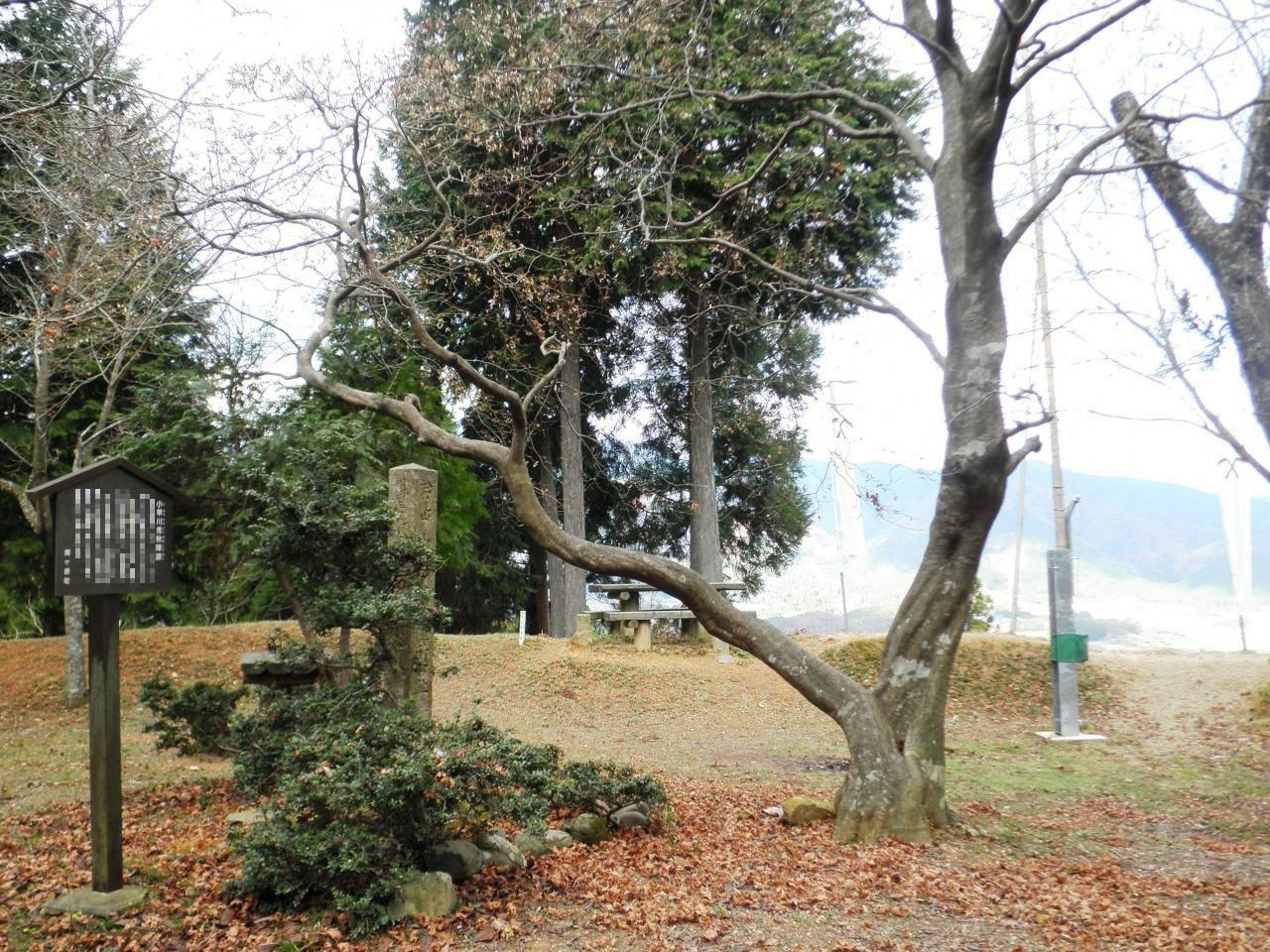
松尾山にある関ヶ原の戦いの小早川秀秋陣跡（岐阜県不破郡関ケ原町）

秀秋は当初、慶長5年（1600年）7月18日から8月1日の伏見城の戦いでは西軍として参戦していた。その後は近江や伊勢で鷹狩りなどをして一人戦線を離れていたが、突如として決戦の前日に当たる9月14日に、1万5,000の軍勢を率い、関ヶ原の南西にある松尾山城に伊藤盛正を追い出して入城した。
関ヶ原本戦が始まったのは午前8時ごろであり、午前中は西軍有利に戦況が進展する中、傍観していた。たびたび使者を送ったにもかかわらず傍観し続ける秀秋に家康は苛立っていたといい、秀秋の陣へ鉄砲を撃ちかけたともいう。ただし、藤本正行は当時の信用出来る史料で威嚇射撃は裏付けることはできないとして、家康は小早川軍に鉄砲を撃ち込ませてはいないとする。現代の実地調査では、地理的条件や当時使用されていた銃の銃声の大きさや、現場は合戦中であり騒々しいことから推測すると、秀秋の本陣まで銃声は聞こえなかった、もしくは家康からの銃撃であるとは識別出来なかった可能性が高いことも指摘されている。さらに近年では一次史料（「慶長5年9月17日付松平家乗宛石川康通・彦坂元正連署書状」など）より、関ヶ原本戦開始は午前10時ごろで、秀秋の離反も開戦直後であった（傍観の事実も家康による催促の事実もない）とする見方も浮上している（詳細は関ヶ原の戦い#一次史料による合戦当日の記録参照のこと）。
いずれにせよ、秀秋は最終的には松尾山を下り、西軍の大谷吉継の陣へ攻めかかった。この際、小早川勢で一手の大将を務めていた松野重元は主君の離反に納得出来なかったため、無断で撤退している。秀秋に攻めかかられた大谷勢は寡兵ながらも、平塚為広・戸田勝成とともによく戦って小早川勢を食い止めたが、秀秋の離反から連鎖的に生じた脇坂安治・朽木元綱・小川祐忠・赤座直保らの離反を受け、吉継・為広・勝成の諸将は討死した。
これにより大勢は決し、夕刻までに西軍は壊滅、三成は大坂城を目指し伊吹山中へ逃亡した。関ヶ原本戦の翌日以降に行われた三成の居城佐和山城攻めなどでも秀秋は出陣している。
この秀秋の離反については、当初から家老の稲葉正成・平岡頼勝とその頼勝の親戚である東軍の黒田長政が中心となって調略が行われており、長政と浅野幸長の連名による「我々は北政所（高台院）様のために動いている」と書かれた連書状が現存している。白川亨・三池純正らの、「高台院は西軍を支持していた」という異なる説やその他傍証もあり、この書状の内容について研究が待たれている（内容では北政所のために東軍につけとは直接言ってはいない）。また、本戦の開始前より離反することを長政を通じて家康に伝えており、長政は大久保猪之助、家康は奥平貞治を目付として派遣している。
一方で三成、吉継ら西軍首脳も秀秋の行動に不審を感じていたらしく、豊臣秀頼が成人するまでの間の関白職と、上方2か国の加増を約束して秀秋を慰留したとする史料もある。ただし、その史料は正徳3年（1713年）成立の「関原軍記大成」に収録されている書状で原本は確認されておらず、また文体に不審な点があることから偽文書の可能性がある。松尾山は12日の時点で「中国勢を置く」との増田長盛宛の石田三成の書状が確認されており、それまで陣取りしていた大垣城主・伊藤盛正を追い出して着陣している。関ヶ原決戦が計画的なものでなく、突発的なものであったとする説では、三成は秀秋が松尾山城に陣取ったことで、最後尾の大谷勢の陣が脅かされて背後に脅威を得、急遽大垣城を出ざるを得なかったとする。事実、大谷勢の陣は松尾山城に向かって構築されていたことが確認されている。
『関ヶ原の闘い』で西軍方を裏切った行為に付いて、当時の秀秋への世評は芳しいものではなく、豊臣家の養子として出世したにもかかわらずに裏切り、西軍を瓦解させた事は卑怯な行為として世間の嘲笑を受けた。

### 岡山藩主

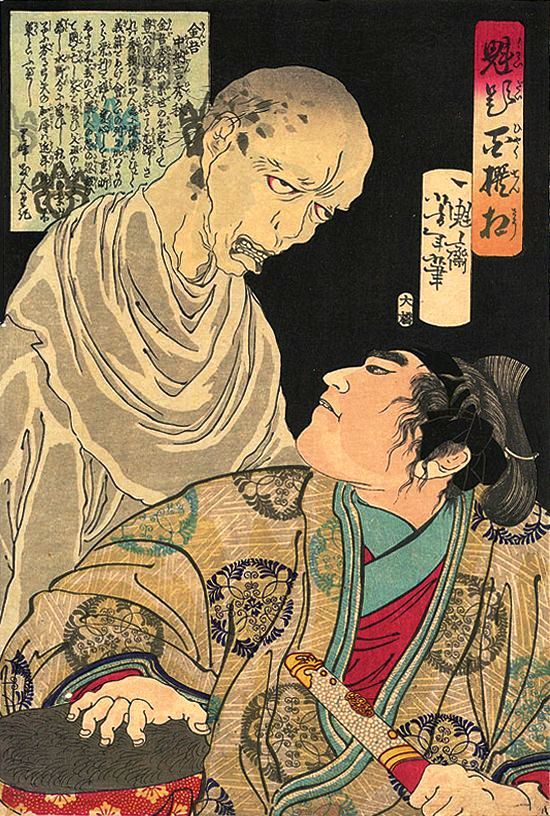
大谷刑部の祟りに怯える秀秋
----
「魁題百撰相　金吾中納言秀秋」月岡芳年画、慶応四年 (1868)

戦後の論功行賞では備前国・美作国・備中国東半にまたがる、播磨国の飛び地数郡以外の旧宇喜多秀家領の岡山55万石に加増・移封された。戦後まもなく秀秋から秀詮へと改名している。秀詮はこの国替えの際に前領地の筑前国より年貢を持ち去っている。
岡山城に入った秀詮は家臣の知行割り当て、寺社寄進領の安堵といった施策を行う一方で、伊岐遠江守・林長吉ら側近勢力の拡充を図っている。
慶長6年（1601年）、家老を長年勤めた重臣・稲葉正成が小早川家を出奔しているが、この背景には旧来の家臣団層と新たに台頭してきた側近層との対立が背景にあると考えられる。

### 早世と死後
慶長7年（1602年）10月18日、死去。享年21。
聖護院道澄の残した記録によると、上方から帰国の途上で行った鷹狩の最中に体調を崩し、その3日後に死去したと記されている。秀詮のこの早世に関しては、秀秋の裏切りによって戦死した大谷吉継の祟りによるものとする逸話も残されているが、実際に残されている病歴からは酒色（アルコール依存症）による内臓疾患が死因として最有力となっている。曲直瀬玄朔（まなせ・げんさく）が記した『医学天正記』には、慶長6年（1601年）7月に、酒疸による黄疸の症状が激しくなり治療をしたことが記されている。『黄疸』の項目には、大量の飲酒による黄疸、みぞおちあたりのしこり、飲食ができず喉が渇く云々とある。『黄疸』のほか、『内傷付飲食（飲食の不摂生による内臓の疾患）』『消渇（糖尿病）』の項目に名前が上がり、食欲不振、酒を飲むと吐く、舌が黒く尿が赤いなどと書かれている。
秀詮の死後、小早川家は無嗣断絶により改易された。これは徳川政権初の無嗣改易であった。秀詮の旧臣たちは関ヶ原での裏切りを責められたため仕官先がなかったなどといわれることがあるが、実際には最後まで秀詮に仕えた後に幕府に召し出され、大名となって立藩した平岡頼勝がいるほか、前田家や紀伊徳川家の家臣となった者もいた。

## 人物

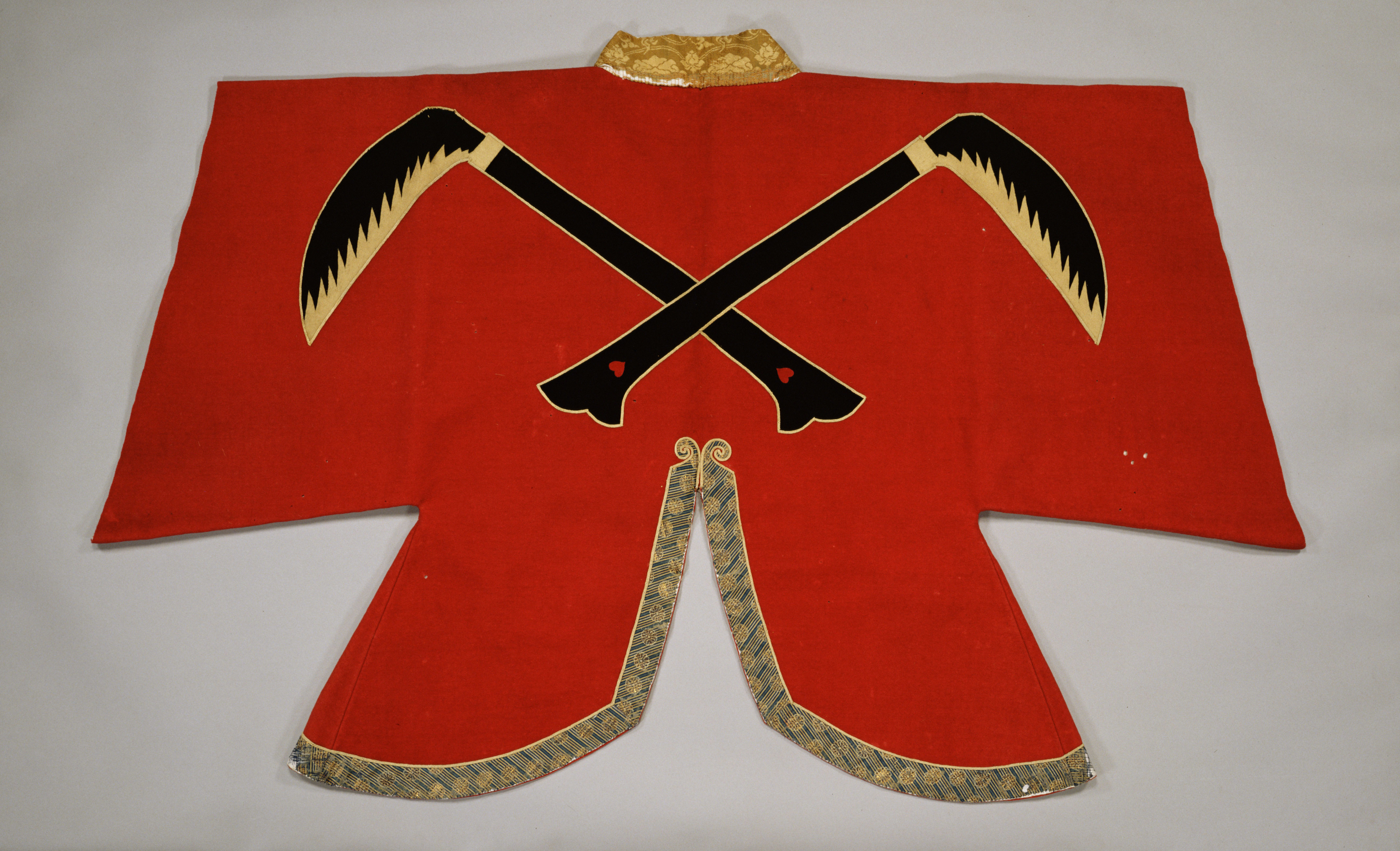
伝・小早川秀秋所用の猩々緋羅紗地違い鎌模様陣羽織（重要文化財、東京国立博物館所蔵）

- 秀秋死後、彼と親交の深かった近衛信尹が記した追悼文[30]によると、少年時代は蹴鞠や舞など芸の道に才を見せ、貧者に施しをするなど優れた少年であったが、やがて酒の味を覚えると友人達と飲み明かす日々を送るようになり、秀秋の保護者的立場にあった高台院（北政所）を悩ませるようになったという。このため、秀秋は肝硬変を患っていたとの説もある[34]。また常楽会の場において乱暴を企てるなど[35]素行に問題があったようである。
- 秀秋はその高台院から500両にもおよぶ莫大な借金をしているが、それ以外にも客人への借金申し込みもしており[36]、生活は奢侈なものであったようである。
- 正室である長寿院は毛利輝元の養女であり、文禄3年（1594年）秀秋の小早川家への養子入りにともなって結婚したものであるが、この結婚は毛利家にとって気苦労の多いものだったらしい。秀吉の死で情勢が変化したことにより、慶長4年（1598年）9月頃、秀秋と別の女性の間に子供が生まれ、これに家康が介入し江戸下向を勧めたことを契機として、同年中に離縁がまとまり実家に帰ったようである。秀秋生前の慶長7年（1602年）8月、興正寺18世・准尊に再嫁している[37]。
- 1879年（明治12年）に、小早川秀秋で断絶した系譜の後継として、毛利宗家の公爵毛利元徳の三男・三郎を当主とした小早川家が再興されている[38]。 この三郎は早世して子がいなかったため、その弟の四郎が養子となって継承し、華族に列して男爵の爵位を授けられた[38]。その後、四郎の養子として毛利元昭の次男・元治が継承。元マツダ社モータースポーツ部門技術者・マツダRX-7開発主査でモータージャーナリストの小早川隆治はその息子である[39]。
- 東京国立博物館には秀秋所用と伝わる「猩々緋羅紗地違い鎌模様陣羽織」（しょうじょうひ らしゃじ ちがいがま もよう じんばおり）が所蔵されている。鮮やかな猩々緋地の羅紗の陣羽織で、背中いっぱいに「違い鎌」紋様を、敵をなぎ倒す尚武的意義と諏訪明神の神体として置布刺繍で貼付けてある。大胆な意匠が印象的な逸品で、当時の武将の戦陣装束をよく今に伝えている。
- 関ヶ原後に三成が晒されている時に秀秋が来ると小早川秀秋は「亡き太閤を裏切って恥ずかしくないのか」と罵られ、顔を赤くして去った[40]。

## 系譜
- 父：木下家定（1543年 - 1608年）
- 母：雲照院（? - 1628年） - あこ、おあこ、杉原家次の娘
- 養父：豊臣秀吉（1537年 - 1598年）→小早川隆景（1533年 - 1597年）
- 正室：古満姫（? - 1651年） - 長寿院、毛利輝元養女、宍戸元秀次女

## 主な家臣
- 山口宗永 - 丹波以来の筆頭家老。越前減封時に加賀大聖寺の独立大名に取り立てられた。関ヶ原の戦いで討死。
- 松野重元 - 丹波以来の家臣。関ヶ原の戦いにおいて小早川勢より離脱。
- 稲葉正成（通政） - 旧名「林正成」。岡山転封後に逐電。後妻は春日局であり、後に大名となった。
- 平岡頼勝 - 秀秋の死後浪人となり、家康に召しだされて大名となる。
- 杉原重政 - 岡山転封後に上意討ちに遭う。
- 滝川辰政 - 滝川一益の子。岡山転封後に家老を辞して、姫路藩池田家に仕官。
- 長崎元家
- 西部和泉守
- 伊藤重家 - 雅楽頭。関ヶ原では筑前に在国。
- 国府忠重 - 弥右衛門。関ヶ原では筑前に在国。岡山転封後は国府内蔵丞と名乗り、秀秋死後は池田輝政に仕えた。
- 堀田正吉
- 志賀親次 - 関ヶ原後、福島家を経て肥後細川家に仕官。
- 溝江長氏 - 朝倉家家臣。主家滅亡後は織田信長に下り秀吉に属し、越前に領地を有す。秀秋の越前転封後に秀秋の配下となる。子に溝江長晴がいる。
- 波部又右衛門 - 丹波の土豪から家臣となり、筑前入部に従う。
- 木下延貞 - 秀秋の実兄で客分。慶長7年（1602年）10月の同年同月に弟の秀秋同様、謎の死を遂げた（慶長7年10月に病没した実兄木下俊定と思われる）。